# 金山路街道 (阿勒泰市)
金山路街道，是中华人民共和国新疆维吾尔自治区阿勒泰地区阿勒泰市下辖的一个街道办事处。

## 沿革
1984年11月，阿勒泰撤县改市。1985年，撤销阿勒泰镇，城区分设解放路、金山路、下窝子、郊区4个办事处，其中金山路位于阿勒泰市北部，面积21.7平方公里，人口2.1万，民族有汉族、哈萨克族、维吾尔族、回族、蒙古族为主，其中汉族占63.3%。中共阿勒泰市委、阿勒泰市人大常委会、阿勒泰市政协、阿勒泰市工会等均位于金山路街道。

## 文化医疗
当地有阿勒泰地区第一高级中学、阿勒泰地区第三高级中学、阿勒泰市第五中学、阿勒泰市地质小学等学校。医院有阿勒泰市人民医院等。

## 行政区划
金山路街道下辖以下地区：
金山路社区、文化路社区、金山北路社区和八道巷社区。

## 图库

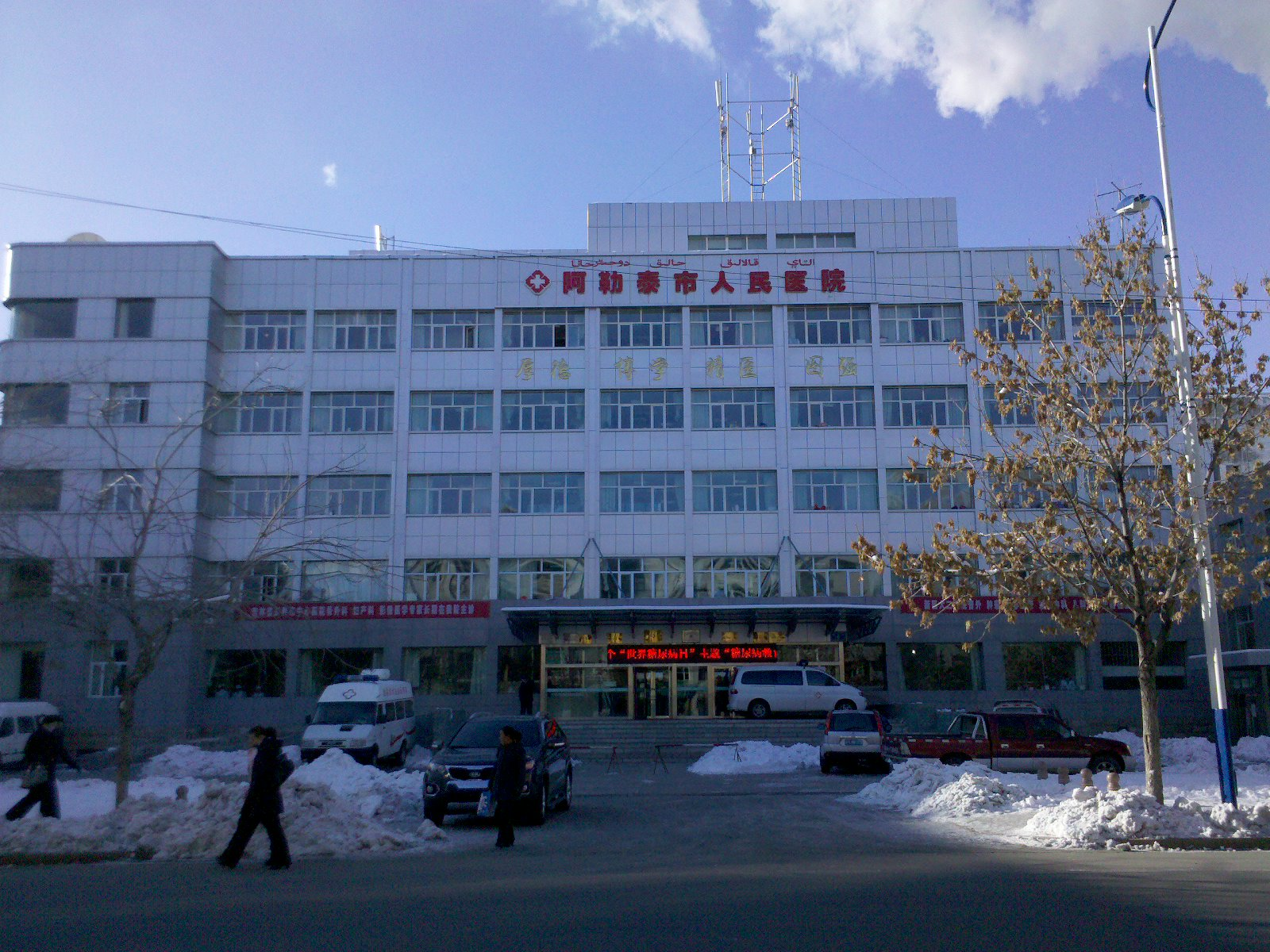
阿勒泰市人民医院
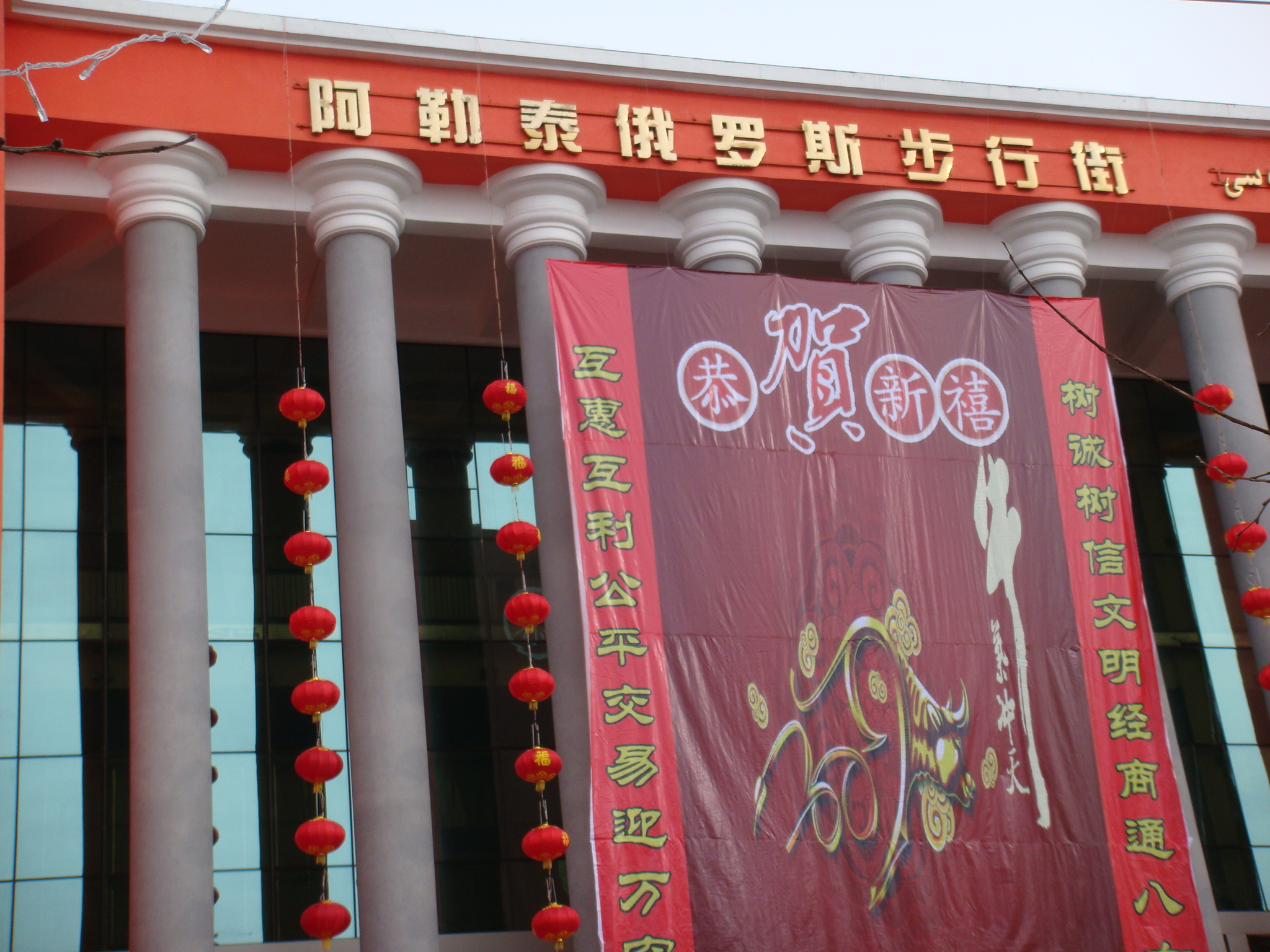
俄罗斯步行街
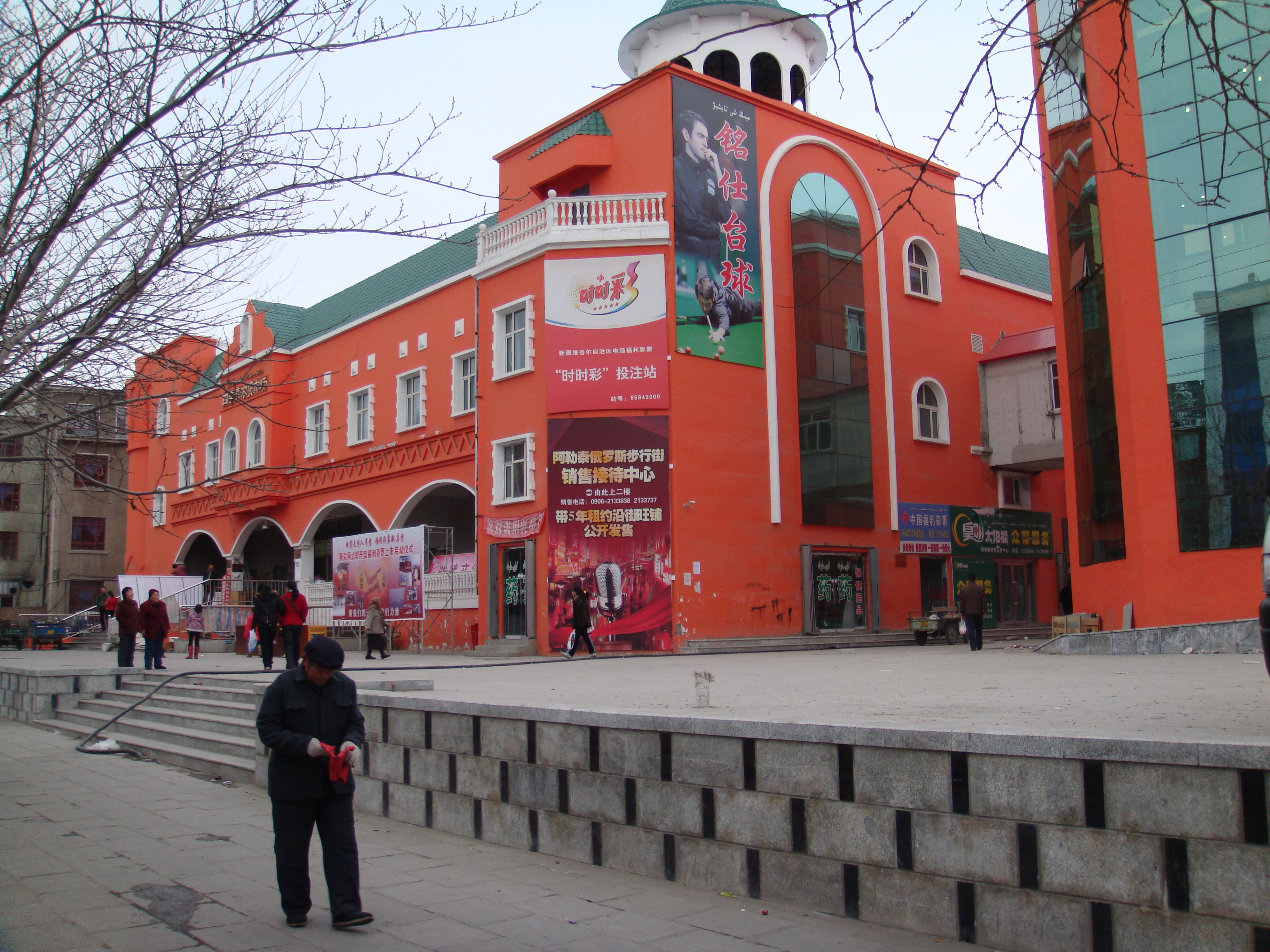
阿勒泰俄罗斯步行街
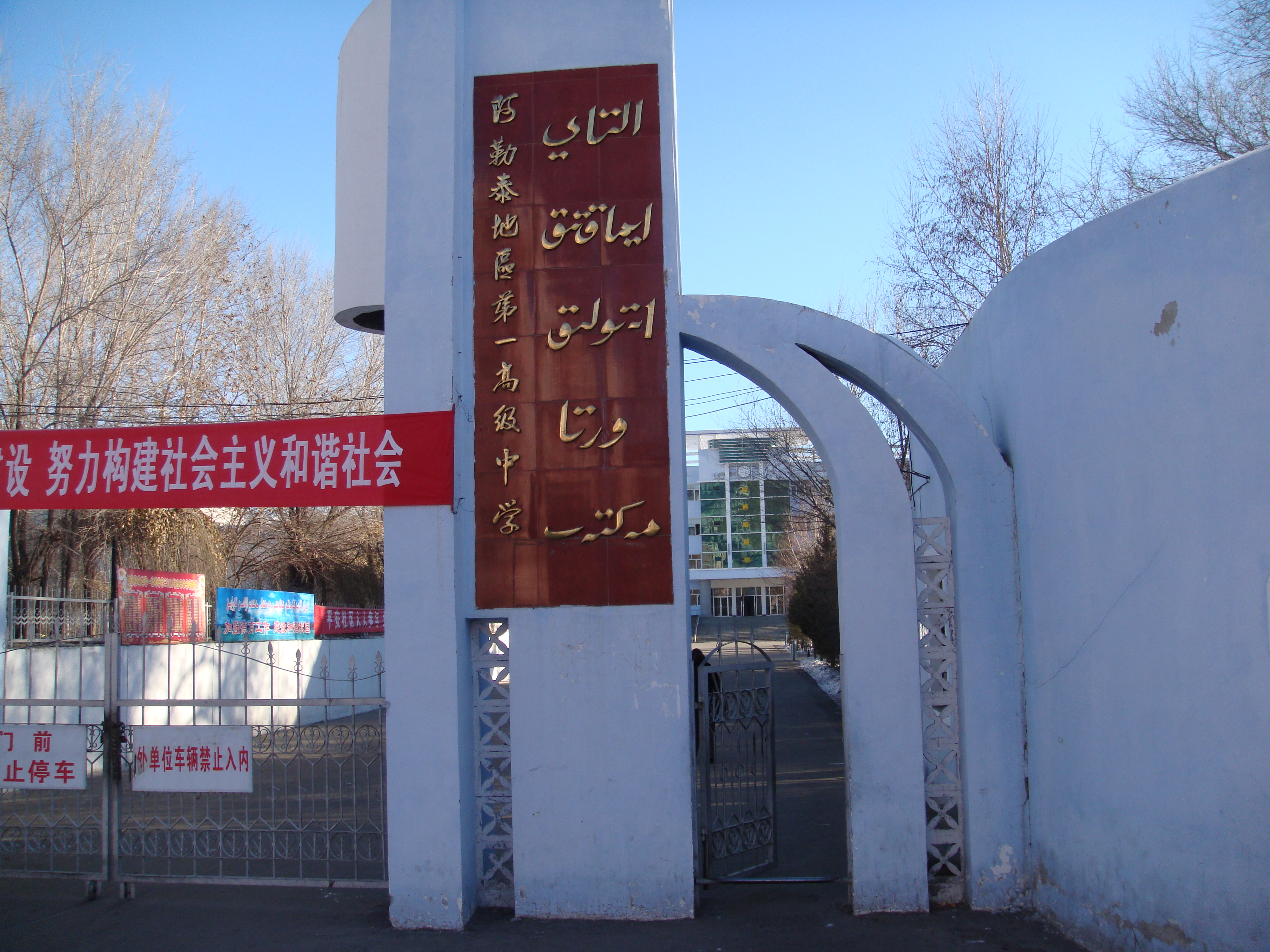
阿勒泰地区一中